# Municipi d'Aglona
El municipi d'Aglona (en letó: Aglonas novads) és un dels 110 municipis de la República de Letònia, que es troba localitzat al sud-oest del país bàltic. El municipi va ser creat l'any 2009 després de la reorganització territorial. La capital és la vila d'Aglona.

## Ciutats i zones rurals
- Aglonas pagasts (zona rural)
- Grāveru pagasts (zona rural)
- Kastuļinas pagasts (zona rural)
- Šķeltovas pagasts (zona rural)

## Població i territori
La seva població està composta per un total de 4.561 personas (2009). La superfície del municipi té uns 392,7 kilómetros quadrats. La densitat poblacional és de 11,61 habitants per kilòmetre quadrat.